# Take a Chance on Me (cântec de JLS)
„Take a Chance on Me” este un cântec al formației britanice JLS. Acesta a fost compus de Chris Braide și inclus pe cel de-al treilea album de studio al grupului, Jukebox. Înregistrarea servește drept cel de-al doilea extras pe single al materialului discografic fiind distribuit oficial în Irlanda începând cu data de 4 noiembrie 2011 și încă din 6 noiembrie 2011 în Regatul Unit prin intermediul magazinelor virtuale de muzică în format digital, succedându-se șlagărului „She Makes Me Wanna” (2011).
Cântecul a beneficiat de o amplă campanie de promovare, care a inclus filmarea unui videoclip și interpretarea înregistrării cu multiple ocazii. Scurtmetrajul adiacent compoziției a fost regizat de Parris și produs de Kenia Ortega în colaborare cu firma Riveting Entertainment. Videoclipul, care a fost filmat pe străzile din Londra, Regatul Unit, a avut premiera în data de 21 octombrie 2011 prin intermediul VEVO, primind atât aprecieri cât și critici, acesta fiind poziționat de revista britanică New Musical Express pe locul al treisprezecelea în ierarhia celor mai slabe cincizeci de videoclipuri din toate timpurile. Înregistrarea a fost apreciată de critica de specialitate, însă majoritatea recenzorilor au notat asemănările cu stilul compozițiilor promovat în aceeași perioadă de cantautorul american Bruno Mars. Printre cele mai notabile interpretări se numără cele din cadrul unor emisiuni sau evenimente majore, precum Children In Need,Jingle Bell Ball sau The X Factor.
Discul s-a bucurat de succes imediat după lansare, devenind cel de-al optulea șlagăr de top 10 consecutiv al formației în principalul clasament britanic, UK Singles Chart. Acest aspect s-a datorat celor aproape 68.000 de exemplare comercializate în primele șapte zile de disponibilitate, vânzări care au asigurat cântecului o plasare pe poziția secundă a ierarhiei. „Take a Chance on Me” a câștigat locul întâi în lista înregistrărilor de muzică rhythm and blues din același Regat Unit și treapta cu numărul doi în clasamentul digital. Piesa a activat și în ierarhiile din țări precum Bulgaria sau Irlanda și a devenit al șaselea șlagăr de top 40 al grupului la nivel global. În prima dintre cele două regiuni a devenit unul dintre cele mai bine clasate cântece JLS, în timp ce în Irlanda a câștigat locul treisprezece în ierarhia generală.

## Informații generale
După promovarea discului single „Eyes Wide Shut” (în colaborare cu Tinie Tempah), formația a început să imprime înregistrări pentru cel de-al treilea album de studio. La scurt timp a fost lansată compoziția „She Makes Me Wanna”, care s-a bucurat de succes în Irlanda și Regatul Unit, unde a ocupat locul secund și, respectiv, prima poziție în ierarhiile oficiale, anunțând totodată albumul Jukebox. Al doilea extras pe single al materialului — „Take a Chance on Me” — a fost anunțat prin intermediul website-ului oficial al formației pe data de 15 septembrie. Coperta discului single, dar și versurile au fost dezvăluite în paralel în aceeași zi pe website-ul grupului. Inițial, înregistrarea a apărut în mediul online în prima parte a anului 2011 sub denumirea de „Take a Chance”, însă aceasta a suferit o serie de modificări și i-a fost schimbată titulatura, fiind inclusă pe versiunea finală a albumului Jukebox. Compoziția a avut premiera oficială pe data de 19 septembrie 2011, prin intermediul posturilor de radio britanice, pentru ca o zi mai târziu să fie încărcată compoziția și pe contul oficial de YouTube al formației. Cântecul a fost programat pentru lansare pe data de 6 noiembrie 2011 în format digital în Regatul Unit și pe compact disc în ziua următoare.
Cu privire la înregistrare, unul dintre artiștii componenți ai formației, Oritsé Williams, a declarat următoarele: „acest cântec înseamnă totul pentru noi. Este tipul de cântec pe care nu l-am mai înregistrat vreodată — este foarte personal. Faptul că încă suntem aici și încă facem ceea ce iubim și oamenii ne sprijină este cel mai bun lucru ce ni s-a întâmplat și le mulțumim în continuare tuturor celor care ne cumpără muzica și vin să ne vadă”. Compoziția a fost produsă de Chris Braide în colaborare cu The Messengers și The Insominax, cei din urmă ocupându-se de realizarea unor cântece pentru artiști precum Boyz II Men, Justin Bieber sau R. Kelly. Alături de cântecul „Take a Chance on Me”, pe compact discul comercializat în Irlanda și Regatul Unit a fost inclusă o compoziție adițională, intitulată „Unstoppable”, care a fost distribuită și în format digital, alături de alte două remixuri ale piesei extrase pe single. Un fragment de un minut și treizeci și două de secunde din „Unstoppable” a fost publicat de formație prin intermediul website-ului oficial în preziua lansării discului single de proveniență.

## Recenzii
Înregistrarea a primit atât recenzii favorabile, cât și critici din partea presei de specialitate, o parte dintre cei de au analizat compoziția și și-au exprimat punctul de vedere cu privire la aceasta fiind de părere că aceasta este similară cu piesele promovate în aceeași perioadă de artistul american Bruno Mars. Acest aspect este reliefat de Jon O'Brien prin intermediul unei recenzii a albumului de proveniență, Jukebox, publicată de către Allmusic, O'Brien notând asemănările cu stilul lui Mars, adăugând și că o parte din celelalte compoziții incluse pe disc reprezintă versiuni „mai slabe” ale stilurilor ce activează „în cel mai recent clasament iTunes”. Simon Gage de la The Express descrie cântecul drept „o baladă clasică pentru perioada de dinaintea Crăciunului”, în timp ce Caroline Sullivan de la The Guardian este de părere că înregistrarea este salvată de „armonii vocale elegante”, însă și aceasta admite asemănările cu șlagărele lansate anterior de Bruno Mars. Hermione Hoby, editor al publicației The Observer prezintă în ediția online a acesteia o recenzie asupra întregului material discografic Jukebox, în care Hoby descrie formația drept „o parodie a grupurilor de băieți din anii '90”, criticând atât albumul, cât și compoziția „Take a Chance on Me”, pe care o cataloghează drept „o baladă banală”. La fel de critic la adresa albumului a fost și John Balfe de la Entertainment Ireland, descriind muzica formației drept „neinteresantă” și acuzând-o că aceasta nu evoluează deloc, în timp ce al doilea single al discului a fost la rândul său  catalogat drept „o baladă obligatorie”.
Lewis Corner, editor al publicației Digital Spy descrie compoziția în recenzia albumului drept „o bucățică R&B” plină de dulci nimicuri care îți merge la inimă”, în timp ce într-o prezentare separată, același Corner îi oferă „Take a Chance on Me” trei puncte dintr-un total de cinci, notând faptul că alegerea formației de a promova cântecul este una „predictibilă” datorită sound-ului specific al piesei. Același calificativ este oferit înregistrării și de către editorii CBBC, adăugând și că aceasta se aseamănă cu o altă compoziție a formației „Love You More” (2010), însă principalele diferențe între aceasta din urmă și „Take a Chance on Me” le constituie subiectul abordat de versuri și faptul că șlagărul compus de Chris Braide „conține mai multe armonii vocale”. Shaun Kitchener de la Entertainment Wise a examinat la rândul său cântecul, declarând următoarele: „noua baladă «Take a Chance on Me» este considerabil mai puțin potrivită pentru ringurile de dans decât piesa omonimă ABBA și, surprinzător, diferită substanțial de restul repertoriului JLS. Lăsând temporar la o parte influențele lor urbane, cântecul îi prezintă pe băieți rugându-și obiectul afecțiunii lor să renunțe la inhibiții și, ei bine, să le dea o șansă. Cum e deja este [o condiție] destul de standard pentru o înregistrare JLS, versurile sunt mai ieftine decât în mod normal, dar refrenul și producția lui Nasri Atweh și Emile Ghantous ce se centrează în jurul celei mai bune voci pentru balade a lui Aston te vor face să îți fie iertat dacă vei mai asculta [piesa] încă de două-trei ori”. Amazon a catalogat discul single drept „unul dintre cântecele [de pe album] care îi duc pe JLS într-un teritoriu nou. O baladă senzațională, susținută de pian care amintește de The Script, Bruno Mars și Ryan Tedder, «Take A Chance On Me» este un cântec de dragoste specific sfârșitului de an.

## Promovare
„Take a Chance on Me” a fost adăugată pe lista celor mai redate cântece de către cel mai important post de radio din Regatul Unit, BBC Radio 1, dar și între compozițiile difuzate de Capital FM sau Heart FM. Prima interpretare live a înregistrării s-a materializat pe data de 6 noiembrie 2011 în cadrul emisiunii The X Factor, unde formația s-a întors pentru a treia oara de la apariția sa în cadrul concursului, celelalte două apariții fiind consemnate în anul 2010, când a fost prezentată compoziția „Everybody in Love” și în anul 2011, când JLS grupul a interpretat piesa „Love You More”. Episodul în care a concertat JLS a fost urmărit de aproximativ doisprezece milioane de telespectatori de pe teritoriul Regatului Unit, reprezentând 41.8% din cota de piață totală. O altă interpretare notabilă s-a materializat în cadrul galei Children In Need de pe data de 18 noiembrie 2011, unde alături de „Take a Chance on Me” grupul a prezentat publicului și șlagărul său precedent „She Makes Me Wanna”. Piesa a fost prezentată și în cadrul evenimentului Jingle Bell Ball, unde grupul a interpretat alături de cântecul promovat în această perioadă și o serie de alte compoziții de pe primele două materiale discografice de studio, dar și viitorul single, „Do You Feel What I Feel?”.

## Ordinea pieselor pe disc
| \| Nr. \| Titlul \| Durată \| \| -------------------------------------------------------------- \| ------------------------- \| ------ \| \| Descărcare digitală distribuită în Irlanda și Regatul Unit[45] \| \| \| \| 1. \| „Take a Chance on Me” [A] \| 3:36 \| \| 2. \| „Take a Chance on Me” [B] \| 7:17 \| \| 3. \| „Take a Chance on Me” [C] \| 5:41 \| \| 4. \| „Unstoppable” [D] \| 4:21 \| \| Disc single distribuit în Irlanda[46] și Regatul Unit \| \| \| \| 1. \| „Take a Chance on Me” [A] \| 3:40 \| \| 2. \| „Unstoppable” [B] \| 3:21 \| | Specificații - A ^ Versiunea de pe discul single și albumul Jukebox. - B ^ Remix „Soul Seekerz Club Mix”. - C ^ Remix „The Wideboys Club Mix”. - D ^ Cântec inclus pe fața B a discului single. |        |
| Nr. | Titlul | Durată |
| Descărcare digitală distribuită în Irlanda și Regatul Unit | |        |
| 1. | „Take a Chance on Me” [A] | 3:36   |
| 2. | „Take a Chance on Me” [B] | 7:17   |
| 3. | „Take a Chance on Me” [C] | 5:41   |
| 4. | „Unstoppable” [D] | 4:21   |
| Disc single distribuit în Irlanda și Regatul Unit | |        |
| 1. | „Take a Chance on Me” [A] | 3:40   |
| 2. | „Unstoppable” [B] | 3:21   |

## Videoclip
Materialul promoțional realizat pentru a sprijini cântecul „Take a Chance on Me” a fost regizat de către Parris și produs de Kenia Ortega în colaborare cu firma Riveting Entertainment. Scurtmetrajul a fost filmat în Londra, Regatul Unit, prezentându-i pe cei patru componenți ai formației în timp ce interpretează înregistrarea pe străzile acestui oraș, fiind surprinși atât împreună, cât și separat. Videoclipul a avut premiera pe data de 21 octombrie 2011, la mai puțin de trei săptămâni de la lansarea compoziției. Materialul promoțional a fost difuzat pentru întâia dată prin intermediul website-ului oficial al formației, fiind încărcat pe canalul oficial de VEVO.
Percepția asupra videoclipului a fost una împărțită. 4 Music a întâmpinat atât videoclipul, cât și înregistrarea în sine cu recenzii favorabile, felicitând tenta „melancolică” a scurtmetrajului. Ediția online a postului de televiziune U TV a prezentat și ea o opinie asupra scurtmetrajului, afirmând următoarele: „clipul este tipic pentru un boy-band, deși – spre deosebire de cele anterioare – nu îi vedem pe băieți dansând în formație. Aston Merrygold, Marvin Humes, Oritsé Williams și JB Gill apar cântând în diverse decoruri, singuratici, într-o noapte liniștită. Băieții se plimbă pe străzile orașului pustiu, exprimându-și sentimentele în versuri”. Cu toate acestea, editorii website-ului Direct Lyrics nu s-au declarat la fel de impresionați de material, catalogându-l drept „ieftin”, fiind de părere că „este drăguț pe post de scurtmetraj promoțional pentru Londra, dar ca videoclip muzical arată ieftin, la fel ca și piesa”. Materialul a atras și atenția Yahoo! Music dar și a Trash Lounge, cea din urma publicație comparând scurtmetrajul cu cel realizat de formația The Saturdays pentru discul single „My Heart Takes Over”, cu mențiunea că „substituie Islanda pentru Londra”. De asemenea, revista britanică New Musical Express a plasat scurtmetrajul pe locul al treisprezecelea în ierarhia celor mai slabe cincizeci de videoclipuri din toate timpurile. Materialul s-a bucurat de o atenție sporită din partea posturilor de televiziune, avansând până pe poziția cu numărul trei în lista celor mai difuzate videoclipuri din Regatul Unit.

## Prezența în clasamente
La scurt timp după lansarea cântecului, acesta a urcat până pe locul secund în ierarhia compilată de magazinul virtual iTunes Regatul Unit, nereușind să obțină o poziționare superioară, el fiind blocat de șlagărul Rihannei „We Found Love”. În mod similar, în Irlanda, acesta nu a reușit să obțină prima poziție, oprindu-se în cele din urmă pe treapta cu numărul unsprezece a ierarhiei iTunes. Aceste parcursuri s-au reflectat și în clasările în listele naționale principale ale celor două teritorii, în cel de-al doilea „Take a Chance on Me” debutând pe locul treisprezece și devenind cel de-al optulea șlagăr de top 20 al formației în această regiune. În mod similar, cântecul a obținut poziția cu numărul cincisprezece în clasamentul celor mai bine vândute înregistrări în format digital din această țară și treapta a zecea în ierarhia celor mai difuzate piese. În Regatul Unit, discul single a debutat pe locul secund în clasamentul UK Singles Chart, comercializându-se în aproape 68.000 de exemplare în primele șapte zile de disponibilitate. Aceste vânzări însă nu au fost suficiente pentru a câștiga grupului cel de-al șaselea său single de locul întâi, acesta fiind ocupat de „We Found Love”, care a fost vândut în aproximativ 80.000 de unități în decursul aceleiași perioade. „Take a Chance on Me” a fost cel mai comercializat disc single de pe teritoriul Regatului Unit în primele trei zile de disponibilitate, însă nu a reușit să păstreze această tendință până la finele săptămânii de monitorizare. Cu toate acestea, compoziția a devenit cel de-al cincilea cântec al grupului ce atinge prima poziție în UK R&B Chart. Prezențe de top 5 au mai fost consemnate în ierarhii conexe precum UK Download Chart (locul secund), UK Radio Airplay Chart (locul patru) sau UK TV Airplay Chart (locul trei).
„Take a Chance on Me” a înregistrat un parcurs similar și în clasamentul regional al Scoției, unde a obținut poziția cu numărul doi. Mai mult, în ierarhia compilată de APC Charts pentru Bulgaria, cântecul s-a bucurat de succes, devenind cel de-al cincilea șlagăr de top 40 al formației, ajungând să ocupe treapta cu numărul douăzeci și opt timp de două săptămâni consecutive. În lista europeană publicată de același APC Charts compoziția a avansat până pe locul treizeci și șapte, în timp ce în ierarhia mondială United World Chart (compilată de Media Traffic) acesta a câștigat poziția cu numărul treizeci și patru. Acest aspect a fost posibil datorită celor peste 70.000 de puncte obținute de înregistrare în urma fuzionării ierarhiilor de difuzări și de vânzări. Cântecul inclus pe fața B, „Unstoppable”, a activat și acesta la rândul său în ierarhia britanică iTunes, câștigând poziția cu numărul optzeci și cinci în clasamentul general și pe poziția a cincizeci și treia în clasamentul de muzică pop.

## Clasamente
„Take a Chance on Me”
| Țară (clasament)                     | Poziția maximă | Referință     |
| ------------------------------------ | -------------- | ------------- |
| Bulgaria (APC Charts)                | 29             | [ 60 ]        |
| Irlanda (IRMA)                       | 13             | [ 60 ] [ 74 ] |
| Irlanda (IRMA — Descărcări)          | 15             | [ 61 ]        |
| Irlanda (Radio Monitor — Difuzări)   | 10             | [ 62 ]        |
| Europa (APC Charts — Euro 200)       | 37             | [ 71 ]        |
| Regatul Unit (Radio Monitor — Radio) | 4              | [ 69 ]        |

| Țară (clasament)                      | Poziția maximă | Referință     |
| ------------------------------------- | -------------- | ------------- |
| Regatul Unit (Radio Monitor — TV)     | 3              | [ 57 ]        |
| Regatul Unit (OCC — Descărcări)       | 2              | [ 68 ]        |
| Regatul Unit (OCC — UK R&B Chart)     | 1              | [ 67 ]        |
| Regatul Unit (OCC — UK Singles Chart) | 2              | [ 75 ] [ 76 ] |
| Scoția (OCC — Scottish Singles Chart) | 2              | [ 70 ]        |
| United World Chart (Media Traffic)    | 34             | [ 72 ]        |

„Unstoppable”
| Țară (clasament)                       | Poziția maximă | Referință |
| -------------------------------------- | -------------- | --------- |
| Regatul Unit (UK Pop iTunes Chart)     | 53             | [ 73 ]    |
| Regatul Unit (UK Overall iTunes Chart) | 85             | [ 73 ]    |

## Versiuni existente
- „Take a Chance on Me” (versiunea de pe albumul Jukebox)
- „Take a Chance on Me” (remix „Soul Seekerz Club Mix”)
- „Take a Chance on Me” (remix „The Wideboys Club Mix”)

## Datele lansărilor
| Țara         | Data lansării      | Casă de discuri | Format              | Referințe |
| ------------ | ------------------ | --------------- | ------------------- | --------- |
| Regatul Unit | 19 septembrie 2011 | Epic Records    | premieră (audio)    | [ 18 ]    |
| Regatul Unit | 21 octombrie 2011  | Epic Records    | premieră (video)    | [ 50 ]    |
| Irlanda      | 4 noiembrie 2011   | Epic Records    | descărcare digitală | [ 45 ]    |
| Regatul Unit | 6 noiembrie 2011   | Epic Records    | descărcare digitală | [ 77 ]    |
| Regatul Unit | 7 noiembrie 2011   | Epic Records    | disc single         | [ 78 ]    |